# Meteorium tenuissimum
Meteorium tenuissimum là một loài Rêu trong họ Meteoriaceae. Loài này được (Hook. & Wilson) Mitt. mô tả khoa học đầu tiên năm 1869.